# Zero Dark Thirty
Zero Dark Thirty (eng. Zero Dark Thirty) je američka povijesna drama iz 2012. godine koju je režirala Kathryn Bigelow, a čiji scenarij potpisuje Mark Boal. Nazvan "pričom o najvećoj ljudskoj potrazi za najopasnijim čovjekom u povijesti čovječanstva" film je dramatizacija američke operacije zahvaljujući kojoj je pronađen i ubijen Osama bin Laden. Film su producirali Boal, Bigelow i Megan Ellison, a glavne uloge u njemu su ostvarili Jessica Chastain, Jason Clarke, Joel Edgerton, Chris Pratt, Jennifer Ehle, Mark Strong, Kyle Chandler i Edgar Ramirez. Svoju premijeru film je imao 18. prosinca 2012. godine u Los Angelesu, a u službenu kino distribuciju krenuo je 11. siječnja 2013. godine.
Film Zero Dark Thirty pobrao je hvalospjeve filmskih kritičara i nominiran je u pet kategorija za prestižnu filmsku nagradu Oscar uključujući one za najbolji film, glavnu glumicu i originalni scenarij. Film je također nominiran u četiri kategorije za nagradu Zlatni globus uključujući one za najbolji film (drama), najbolju glumicu i najbolju režiju od kojih je Jessica Chastain osvojila onu u kategoriji glavne ženske uloge. Uz pozitivne kritike, film je također proglašen kontroverznim i prvenstveno je negativno kritiziran za svoje navodno podupiranje torture kojom se dolazilo do povjerljivih informacija. 

## Vanjske poveznice
- Zero Dark Thirty u internetskoj bazi filmova IMDb-a
- Zero Dark Thirty na Box Office Mojo